# Cronos (groupe)
Pour les articles homonymes, voir Cronos.
Cronos est un groupe de heavy metal britannique, originaire de Newcastle upon Tyne, en Angleterre. Il est formé par Conrad Lant (alias Cronos) après son départ du groupe Venom en 1989. Le groupe cesse ses activités en 1995 lorsque Venom se reforme et que Conrad Lant rejoint son groupe d'origine.
Musicalement, le groupe Cronos suit la ligne artistique développée sur l'album Calm Before the Storm. Le groupe Cronos ne compte que deux albums studio, mais un troisième aurait dû paraître en 1996. Il n'est pas sorti à cause de la reformation du groupe Venom, et de l'abandon définitif du projet Cronos par Conrad Lant.

## Biographie
L'idée de former le groupe Cronos émerge en 1987. Le groupe éponyme de Conrad « Cronos » Lant est formé après l'échec commercial du cinquième album de Venom, Calm Before the Storm. Conrad Lant quitte le groupe et emmène avec lui les deux guitaristes arrivés au sein de Venom, à savoir Mike Hickey et Jim Clare. Conrad Lant part ensuite aux États-Unis et fonde un nouveau groupe de heavy metal qu'il nomme de son propre pseudonyme. 
Les trois membres du groupe recrutent Chris Patterson et publient Dancing in the Fire en 1990, suivi par Rock n' Roll Disease en 1993. Conrad explique que ces deux albums sont « bien plus une continuité de [l'album] Calm Before the Storm [de Venom], et Calm Before the Storm, ce n'était vraiment pas du Venom, ça ne l'était pas! ». Dancing in the Fire est relativement bien accueilli par la presse spécialisée, notamment le magazine allemand Rock Hard. Calm Before the Storm (peu connu et peu apprécié des fans de Venom) est parfois considéré comme le premier album officieux du groupe Cronos.
Clare et Patterson quittent le groupe les années suivantes, le dernier étant remplacé par Ian McCormack et plus tard l'ancien batteur de Cathedral et Acid Reign, Mark Ramsey Wharton. Un troisième album, Triumvirate, est enregistré mais jamais publié. À la place, le groupe publie un album intitulé de manière confuse Venom en 1995, qui comprend les chansons des deux premiers albums du groupe, notamment. En 1995, la formation originelle de Venom se reforme, annulant ainsi la sortie de Triumvirate et envoyant Cronos (le groupe) dans une inactivité permanente. Hickey se lance dans une brève tournée avec le groupe de death metal Carcass. 
En 2005, Cronos apparaît exceptionnellement sur l'album Chapter V: Unbent, Unbowed, Unbroken de Hammerfall. En 2006, une compilation, Hell to the Unknown, est publiée à titre posthume.

## Membres

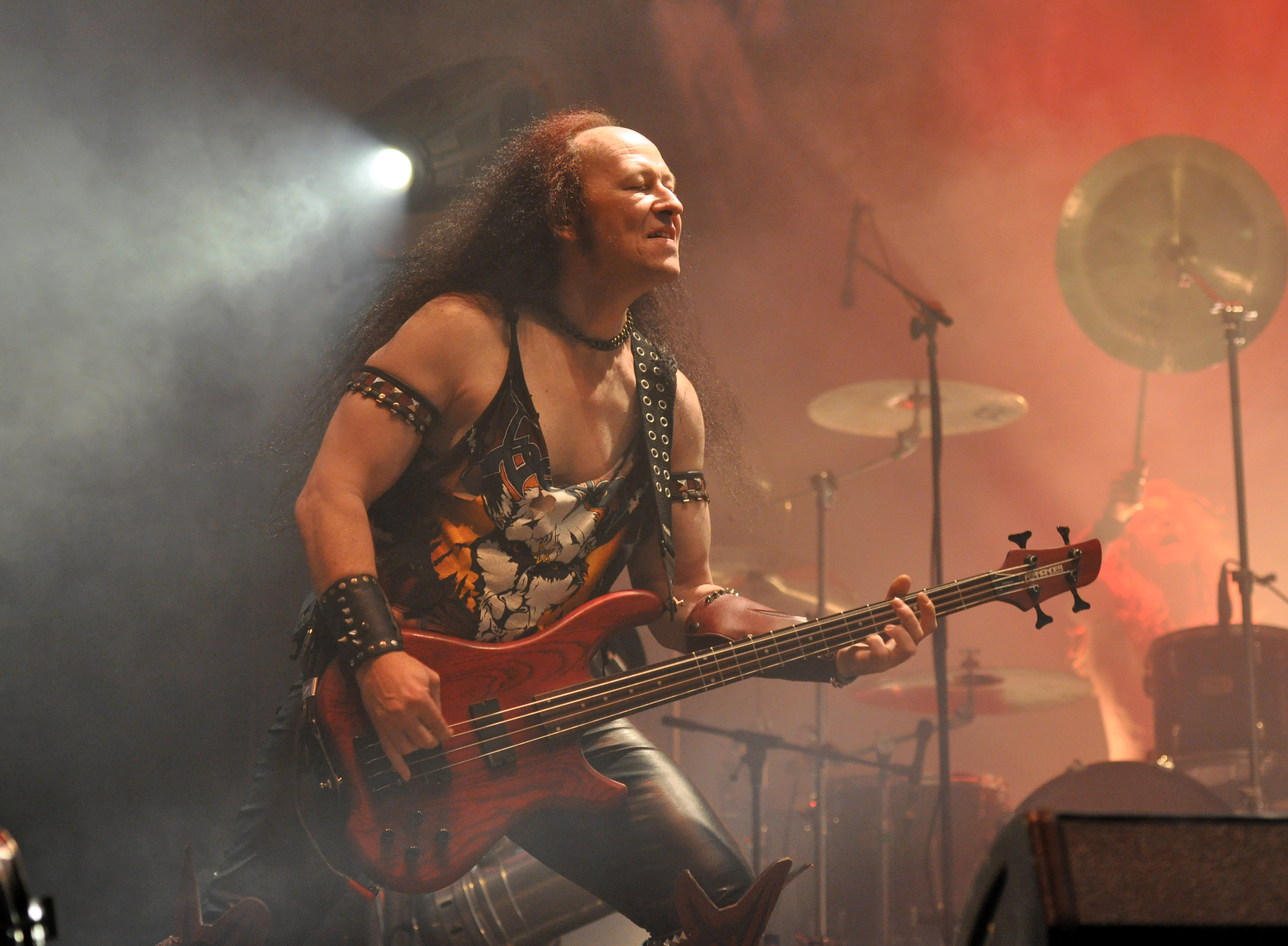
Conrad Lant (avec Venom) en 2013.

- Cronos (Conrad Lant) – chant, basse (1988–1996)
- Mike Hickey – guitare (1988–1996)
- Jim Clare – guitare (1988–1993)
- Mark Ramsey Wharton – batterie (1993–1995)
- Chris Patterson – batterie (1988–1992)
- Ian MacCormack – batterie (1992–1993)

## Discographie
- 1990 : Dancing in the Fire
- 1993 : Rock'n'Roll Disease
- 1995 : Venom (compilation + inédits)
- 2006 : Hell to the Unknown (anthologie 2 CD)